# Esai Morales
Esai Morales, född 1962 i Brooklyn i New York i USA, är en amerikansk skådespelare.

## Filmografi (i urval)
- Bad Boys (1983)
- Rör inte min kompis (1985)
- Fritagningen (1986)
- La Bamba (1987)
- Rektorns lag (1987)
- Spårhundar på Broadway (1989)
- Naked Tango (1990)
- Ultraviolet (1992)
- Bay City Story - Deadline (1993)
- In the Army Now (1994)
- Rapa Nui (1994)
- Don't Do It (1994)
- The Burning Season - Berättelsen om Chico Mendes (1994)
- Scorpion Spring (1995)
- My Family (1995)
- Deadlocked: Escape From Zone 14 (1995)
- Death in Granada (1996)
- Dying To Be Perfect: The Ellen Hart Pena Story (1996)
- Dogwatch (1996)
- The Real Thing (1997)
- The Wonderful Ice Cream Suit (1998)
- Live Virgin (1998)
- En kvinnas hämnd (1998)
- På okänd mark (1999)
- Atomic Train (1999)
- Doomsday Man (1999)
- Elian Gonzalez Story (2000)
- Paid in Full (2002)
- Return to Babylon (2004)
- Lethal Seduction (2004)
- Two lovers and a wedding (2005)
- American Fusion (2005)
- Spin Cycle (2006)
- Fast Food Nation (2006)
- How to Go Out On a Date In Queens (2006)
- 2023 – Mission: Impossible – Dead Reckoning Part One
- 2025 – Mission: Impossible – The Final Reckoning